# 1511 en littérature
| Années de la littérature : 1508 - 1509 - 1510 - 1511 - 1512 - 1513 - 1514    |
| Décennies de la littérature : 1480 - 1490 - 1500 - 1510 - 1520 - 1530 - 1540 |

Cet article présente les faits marquants de l'année 1511 en littérature.

## Événements
- Érasme, invité par John Fisher, devient professeur de grec et de théologie  au Queens' College à Cambridge (fin en 1514)[1]. Il traduit le Nouveau Testament du grec en latin[2].

## Parutions
- Octobre : La chasse du cerf des cerfs, pamphlet de Pierre Gringore[3].

- Publication à Paris de L'Éloge de la Folie par Érasme chez Jehan Petit et Gilles de Gourmont[4].
- Prééminence de l’Église gallicane de Jean Lemaire de Belges, publié à Lyon par Estienne Baland, offensante pour le Vatican[5].

## Naissances
- 15 novembre : Jean Second (Johannes Secundus ou Janus Secundus en latin), humaniste et poète érotique néerlandais néo-latin († 25 septembre 1536).

## Décès
- Mathias Ringmann, humaniste allemand.
- Johannes Tinctoris, compositeur et théoricien de la musique brabançon.